# MAMA Records
MAMA Records is een Amerikaans platenlabel, dat jazz uitbrengt. Het werd in 1990 opgericht door Gene Czerwinski. Sinds 2006 is Summit Records de distributeur van MAMA Records.
Musici en groepen die op het label uitkwamen zijn onder meer Bob Florence, Dave Mackay, Bobby Shew, Anthony Wilson, Gerald Wilson, de Stan Kenton Alumni Band en Count Basie Orchestra.